# شبيبة عزازقة
شبيبة عزازقة هو فريق كرة قدم جزائري تأسس في عزازقة خلال عام 1981م ضمن ولاية تيزي وزو ومنطقة القبائل.

## التاريخ
فازت شبيبة عزازقة أمام نجم أزفون خلال موسم 2012م.
صعد فريق عزازقة لأول مرة خلال موسم 2013م إلى بطولة ما بين الرابطات، أين فاز على أولمبي العناصر برسم الجولة الرّابعة من مجموعة وسط-شرق بنتيجة هدف واحد لصفر.
والتقت الشبيبة مع شباب باتنة خلال موسم 2016م أثناء الدور 32 من كأس الجزائر.
كما فاز النادي على شبيبة القبائل خلال موسم 2017م.